# 贡纳尔·舍尔德
贡纳尔·舍尔德（瑞典語：Gunnar Sköld，1894年9月24日—1971年6月24日），瑞典男子自行车运动员。他曾代表瑞典参加1924年夏季奥林匹克运动会自行车比赛，获得男子团体公路赛铜牌。